# 국제 식물 신품종 보호 연맹

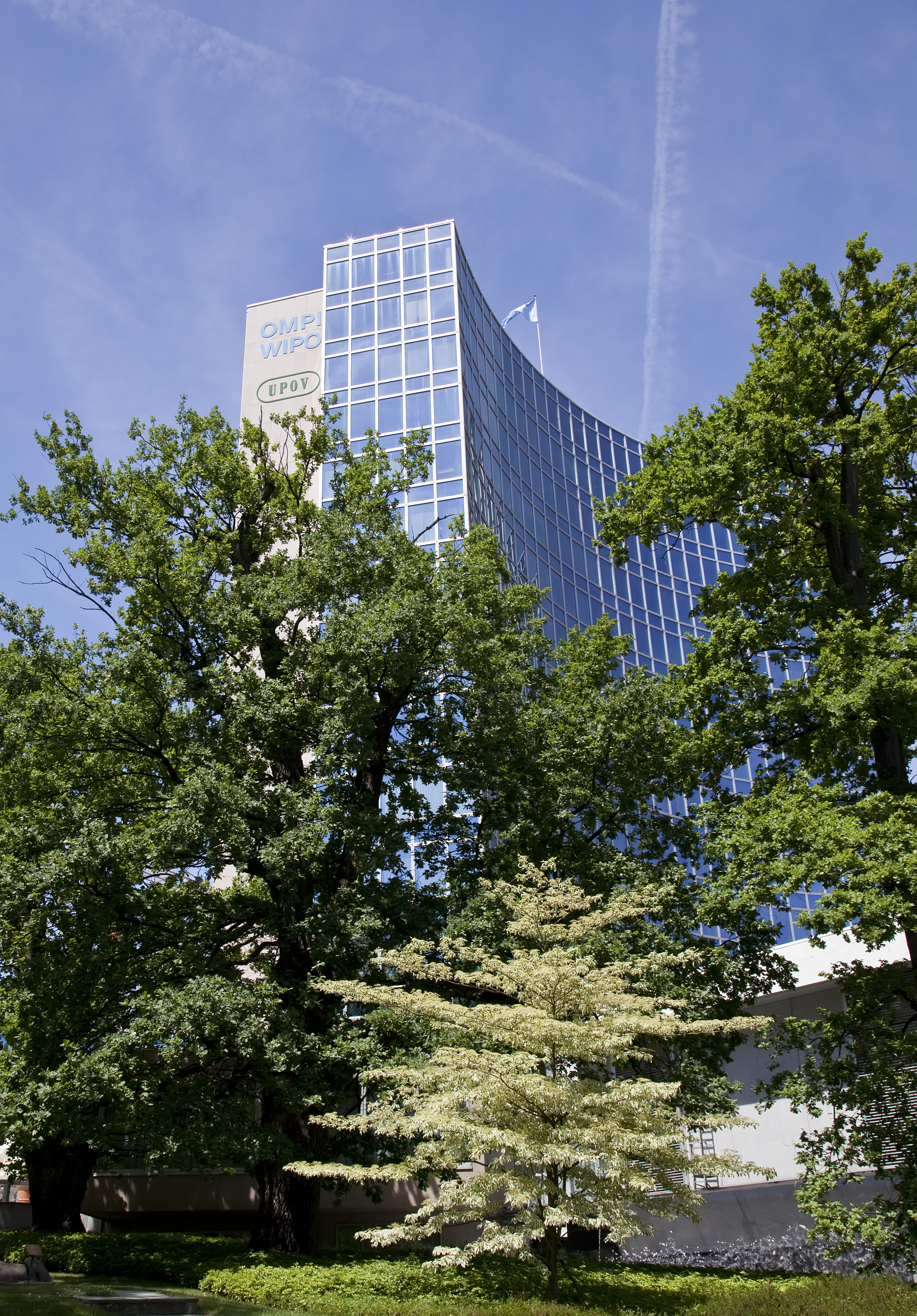

국제식물신품종보호연맹(UPOV : International Union for the Protection of New Varieties of Plants)은 UPOV 협약에 의해 설립된 국제기구로 식물 신품종 육성자의 권리보호 및 식물종자 보증제도 등을 국제적으로 보호해주기 위한 국제 식물종자보호연맹이다. 본부는 스위스 제네바에 있다. 2020년 2월 기준, 회원국은 미국, 일본, 유럽연합 회원국 등 76개국이다. 대한민국은 2002년 1월 회원국으로 가입하였다.

## 설립 배경
- 유럽에서 식물품종이 특허법으로 보호되어 왔으나, 식물의 특성상 특허요건을 수용하기가 어려워 대안으로 특허와는 요건을 달리하여 설립하게 되었다.

## 기능
- 식품 신품종 보호에 대해 국가간 협력과 법규 및 제도의 조화에 대한 사항 관장
- 회원국간 협력을 증진시키고, 식물 신품종 보호제도를 도입하려는 국가 지원

## 연혁
- UPOV 협약은 1961년 파리에서 체결되어 1968년부터 발효되어 보호업무가 개시되었으며, 1972, 1978, 1991년 3차례 개정되었다.

## 조직
- UPOV는 영구 조직(the permanent organs)으로 총회(the Council) 및 사무국(the Office of the Union)을 둔다. 총회는 총회임무를 보조하기 위해 자문위원회, 기술위원회, 행정법사위원회를 두고 있으며, 기술위원회 밑에는 분야별 전문가들로 구성된 6개의 기술실무작업반이 있다.

## 회원국
2009년 6월 현재 67개국이 회원국으로 가입되었다.
- 알바니아, 아르헨티나, 오스트레일리아, 오스트리아, 아제르바이잔, 벨라루스, 벨기에, 볼리비아, 브라질, 불가리아, 캐나다, 칠레, 중화인민공화국, 컬럼비아, 코스타리카, 크로아티아, 체코, 덴마크, 도미니카공화국, 에콰도르, 에스토니아, EU, 핀란드, 프랑스, 그루지아, 독일, 헝가리, 아이슬란드, 아일랜드, 이스라엘, 이탈리아, 일본, 요르단, 케냐, 키르기스스탄, 라트비아, 리투아니아, 멕시코, 몰도바, 모로코, 네덜란드, 뉴질랜드, 니카라과, 노르웨이, 파나마, 파라과이, 폴란드, 포르투칼, 대한민국, 루마니아, 러시아, 싱가포르, 슬로바키아, 슬로베니아, 남아프리카공화국, 스페인, 스웨덴, 스위스, 트리니다드토바고, 튀니지, 터어키, 우크라이나, 영국, 미국, 우루과이, 우즈베키스탄, 베트남

## 사무국
- UPOV 사무국(the Office of the Union)은 총회에서 위임한 모든 의무와 임무를 사무총장 감독하에 수행한다. 사무총장은 총회의 결정사항을 수행할 책임이 있으며, 보호동맹의 예산안을 총회에 제출하여 승인을 받고 이의 집행에 대한 책임이 있다. 사무총장은 UPOV와 국제지식재산권기구(WIPO : World Intellectual Property Organization)의 협력 협정에 의해 WIPO 총장이 겸임한다.
- 사무국의 실질적인 주요 임무는 다음과 같이 요약된다.
  - 총회 및 산하 위원회에 대한 행정지원
  - 다음 국가/기구에 대한 법적 기술적 지원
    - 동맹 회원
    - 회원가입 절차에 착수한 국가 또는 국제기구
    - 식물품종보호에 관한 입법과정에서 사무국에 지원을 요청한 국가 또는 국제기구
- UPOV사무국 인원 구성
  - 사무총장은 WIPO 의 사무총장이 겸임하며, 그 아래 1명의 사무차장, 1명의 Technical director, 3명의 전문요원(기술 2, 법무 1) 및 5명의 행정요원이 있다. 따라서 총 11명의 정규직이 근무하고 있으며 상황에 따라 기간제 임시직을 채용하기도 한다.

## 한국과의 관계
- 종자산업법에 품종보호제도 도입시 UPOV 사무국의 협조
- 2002년 1월 7일 : 대한민국의 회원 가입 (가입기탁서 제출 : 2001년 12월 7일)
- 2007년 8~9월 : 개도국 회원국 대상 연수과정 운영